# Javain Brown
Javain Okemio Brown (* 9. März 1999 in Kingston) ist ein jamaikanischer Fußballspieler.

## Karriere

### Verein
Von seinem Heimatklub Harbour View FC wechselte er im Sommer 2018 in die USA aufs College, wo er nun für die South Florida Bulls spielte. Von Mai bis August 2019 sammelte er zudem noch ein paar Einsätze bei FC Florida U23. Zur Saison 2021 wurde er dann beim MLS SuperDraft von den Vancouver Whitecaps gezogen. Mit dem Team gewann er hier bislang zwei Mal den kanadischen Pokal.

### Nationalmannschaft
Sein erstes bekanntes Spiel für die A-Nationalmannschaft hatte er bei einem 2:1-Freundschaftsspielsieg über Trinidad und Tobago. Danach folgten im Verlauf des Jahres 2018 noch weitere Freundschaftsspieleinätze. Für die jamaikanische U20 kam er dann im November dieses Jahres bei der CONCACAF Meisterschaft 2018 zu fünf Einsätzen. Das Jahr 2019 ging für ihn dann in einer U22-Auswahl bei den Panamerikanischen Spielen 2019 weiter, wo er noch einmal zu vier Einsätzen kam.
Bei der A-Nationalmannschaft sammelte er dann ab September 2021 wieder Einsätze in Spielen der Qualifikation für die Weltmeisterschaft 2022. Im Sommer 2022 ging es dann auch noch mit Spielen der Nations League weiter, verpasste mit seinem Team hier aber die Endrunde. Auch beim Gold Cup 2023 war er dann nun dabei und wurde in einem Gruppenspiel, sowie den beiden Partien der K.o.-Phase eingesetzt.